# Braun GmbH
Braun GmbH — німецька компанія, що спеціалізується на виробництві споживчих товарів та побутової техніки, як-от електробритви, тримери, зубні щітки, блендери, годинники, епілятори, тощо. Заснована 1921 року німецьким інженером-механіком Максом Брауном (1890—1951) у Франкфурті. Штаб-квартира підприємства розташована в місті Кронберг. 
З 1984 по 2007 роки Braun була дочірнім підприємством американської компанії Gillette, яка придбала її контрольний пакет акцій у 1967 році. З 2005 року компанія і бренд Braun належать американській корпорації Procter & Gamble.

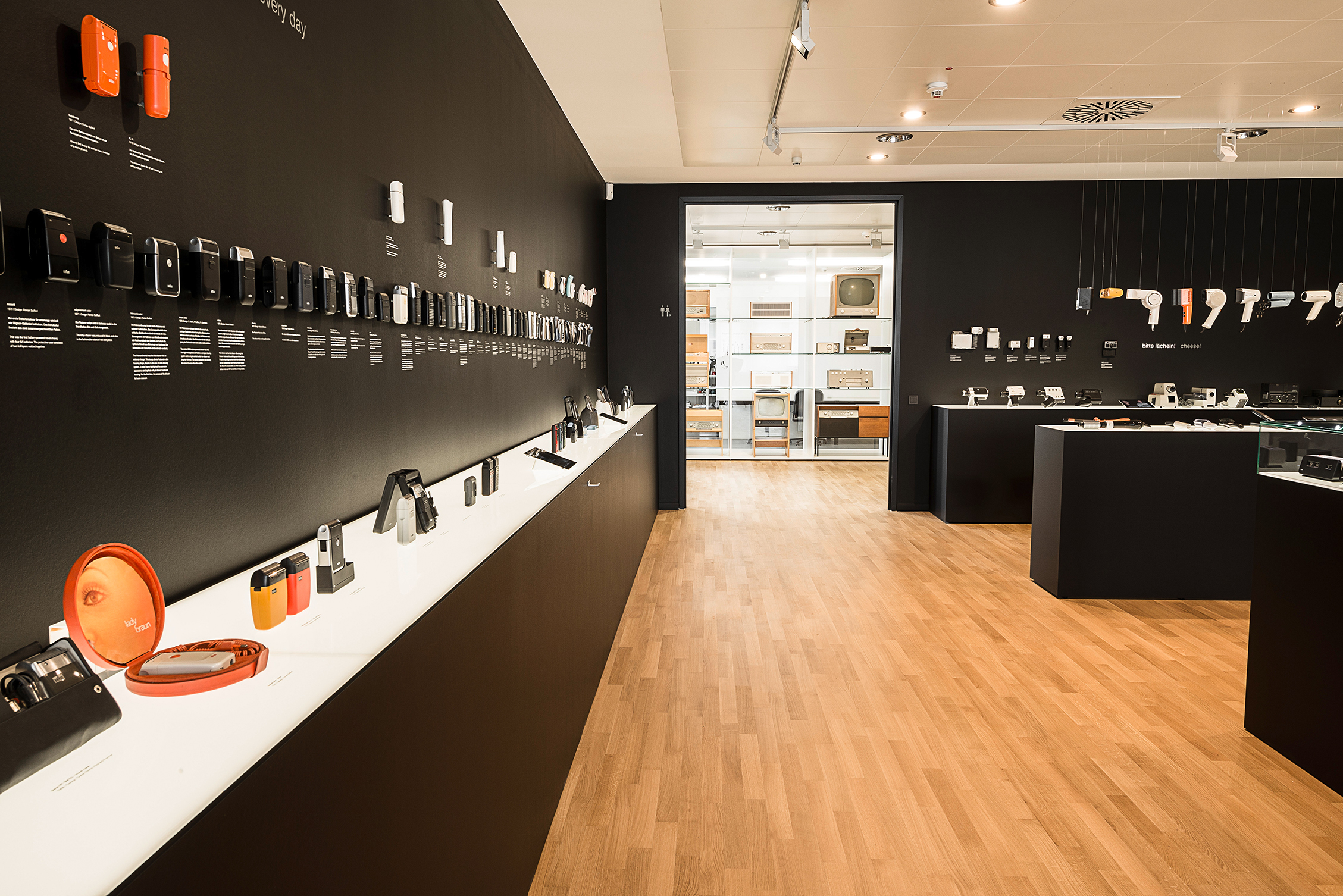
Музей техніки Braun біля головного заводу в Кронберг-ім-Таунус

## Продукція
- Техніка для гоління та догляду за волоссям (електричні бритви, тримери, епілятори);
- Догляд за порожниною рота (випускається під брендом Oral-B);
- Косметологія;
- Здоров'я (вушні термометри, тонометри);
- Приготування їжі та напоїв (кавоварки, кавомолки, міксери, блендери, соковижималки, тостери);
- Праски.